# 桜ヶ丘公園 (平塚市)
桜ヶ丘公園（さくらがおかこうえん）は、神奈川県平塚市にある都市公園。

## 概要
平塚西工業技術高校跡地に、2008年3月30日に開園した。面積は21,833m2。多目的グラウンドや芝生広場、運動広場、築山広場などのほか、サクラが植樹された花見広場などが整備されている。